# الکتروستال
شهر الکتروستال (به روسی: Электросталь) در کشور روسیه و در اوبلاست مسکو واقع شده‌است.